# Тесалийско въстание (1878)
Тесалийското въстание от 1878 година (на гръцки: Θεσσαλικής επανάστασης του 1878) избухва на 2 февруари, респективно на 21 януари стар стил 1878 г., в Османска Тесалия. Въстаническите действия са инспирирани от гръцкото правителство след като руската императорска армия достига Одрин в хода на Руско-турската война, и по този начин застрашава Цариград.

## Гръцка намеса и значение
Успешното развитие за Русия на войната с Османската империя сериозно притеснява управляващите Кралство Гърция и след намесата на крал Георгиос I Гръцки в началото на 1878 година управляващото индиферентно гръцко правителство подава оставка, за да поеме властта ново начело с Александрос Кумундурос. Новото гръцко правителство, въпреки британския натиск, обявява незабавно на 2 февруари 1878 година пред великите сили, че гръцката армия е нахлула в Османска Тесалия без обявяване на война. Въпреки неблагоприятния развой на бойните действия за гръцките сили, краят на Руско-турската война поставя Гърция в благоприятно положение на международната публична сцена, заради инициативата. По този начин гръцкото правителство интернационализира Тесалийския въпрос, като и постига анексирането на Тесалия през 1881 година по силата на Цариградския договор. С него Гърция увеличава територията си с 13 395 km2 и 300 000 души. Именно тази анексия на Тесалия и Артенско отваря пътя за участието на Гърция в борбата за Македония посредством така наречената гръцка въоръжена пропаганда в Македония.

## Развитие на бойните действия
Първоначалните гръцки военни планове са доста амбициозни. Предвидено е нахлуване през Отрис на османска територия, за да се достигнат Гревена и Костур в Македония. Премиерът Кумундурос решава да не сформира отделен тесалийски революционен централен комитет, а тази функция ще изпълнява Македонския, организирал Литохорското въстание.
След битката при София на всички наблюдатели става ясно, че Османската империя губи войната, респективно – учредява се българска автономия. Гръцкият грал Георгиос I нарежда на 8 януари 1878 г. на генерал Скарлатос Суцос да премести основната гръцка армия от Халкида към османската граница – района на Ламия. Междувременно властта е поета от нова правителство начело с Александрос Кумундурос. В Гърция избухва паника, че всички земи на север от Бистрица ще бъдат окончателно и безвъзвратно българизирани, т. е. загубени за Гърция.
Гръцката армия нахлува в началото на февруари 1878 г. в района на Пелион, достигайки Агия и планината Оса. Нахлулите гръцки въстаници в Тесалия са 500 души, като 250 достигат Вулгарини и разграбват местния османски склад. Другата гръцка паравоенна група от 250 бойци се насочва към Макриница. И двете групи гръцки паравоенни са разбити и принудени да се оттеглят назад на гръцка територия, като най-тежко е поражението при Макриница на 17 март 1878 г. Междувременно в Западна Тесалия нахлуват други гръцки паравоенни формирования, които постигат успехи разграбвайки и опожарявайки богатите османски чифлици около Кардица и Трикала, след поредица локални сражения.

## Прекратяване на диверсията и анексиране на Тесалия
Въпреки че гръцките паравоенни са разбити като цяло, те успяват да подържат на османска територия до началото на май 1878 г. по границата Арта - Волос няколко укрепени пункта. След намесата на английските консули Блуд и Мерлин тези бойни позиции са изоставени, за да бъде решен тесалийския въпрос на масата на преговорите от дипломатите на великите сили.
След края на Берлинския конгрес се провеждат две гръцко-османски срещи край Превеза на 6 февруари 1879 г. и в Константинопол на 22 август 1879 г. за удовлетворяване на гръцките претенции и аспирации по „изправяне на границата“. След решителна среща в Берлин на 13 юни 1880 г. и под натиска на великите сили е подписан Константинополския договор и на 8 август 1880 г. гръцката армия тържествено начело с крал Георгиос I влиза в Домокос, а на 17 август с.г. и в Алмирос. Въпреки тази анексия, Гърция остава неудовлетворена заради Янина, която остава османска до Балканската война заради позицията на Франция.